# بغلیه
بغلیه (به عربی: بغلیة) یک شهرداری در الجزایر است که در استان بومرداس واقع شده‌است. بغلیه ۱۵٬۸۵۴ نفر جمعیت دارد.